# Randolph Churchill
Randolph Frederick Edward Spencer-Churchill, (London, 28. svibnja 1911. – East Bergholt, Suffolk, 6. lipnja 1968.), bio je britanski novinar i političar.

## Životopis
Randolph Churchill rođen je u Londonu 1911. godine. Njegov otac je Winston Churchill, britanski političar, državnik i pisac. Randolph Churchill školovao se u Eton Collegeu i Christ Church u Oxfordu i nakon toga postao je novinarom. Bio je članom Konzervativne stranke i zastupnikom u Parlamentu (MP) za Preston od 1940. do 1945. godine.
Za vrijeme Drugoga svjetskog rata kao major engleske vojske bio je šefom britanske vojne misije pri Glavnom stožeru NOVJ. Tijekom misije bio je i u Slunju, u proljeće 1944. godine, pri Glavnom stožeru NOV i PO Hrvatske. Tu je uspostavio srdačan dodir s Andrijom Hebrangom, tajnikom CH KPH.
Randolph Churchill umro je 1968. godine u svome domu, od srčanog udara, u dobi od 57 godina.

## Djela
- What I Said About the Press, 1957.
- The Rise and Fall of Sir Anthony Eden, 1959.
- Lord Derby: King of Lancashire, 1960.
- The Fight for the Tory Leadership, 1964.
- Winston S Churchill: Volume One: Youth, 1874–1900, 1966.
- Winston S Churchill: Volume One Companion, 1874–1900, 1-2, 1966., u dva dijela
- Winston S Churchill: Volume Two: Young Statesman, 1900–1914, 1967.
- Winston S Churchill: Volume Two Companion, 1900–1914, 1-3, 1969., (posmrtno uz pomoć Martina Gilberta)
- The Six Day War, 1967. (suautor, njegov sin Winston S. Churchill)[3]